# Mazda 787B

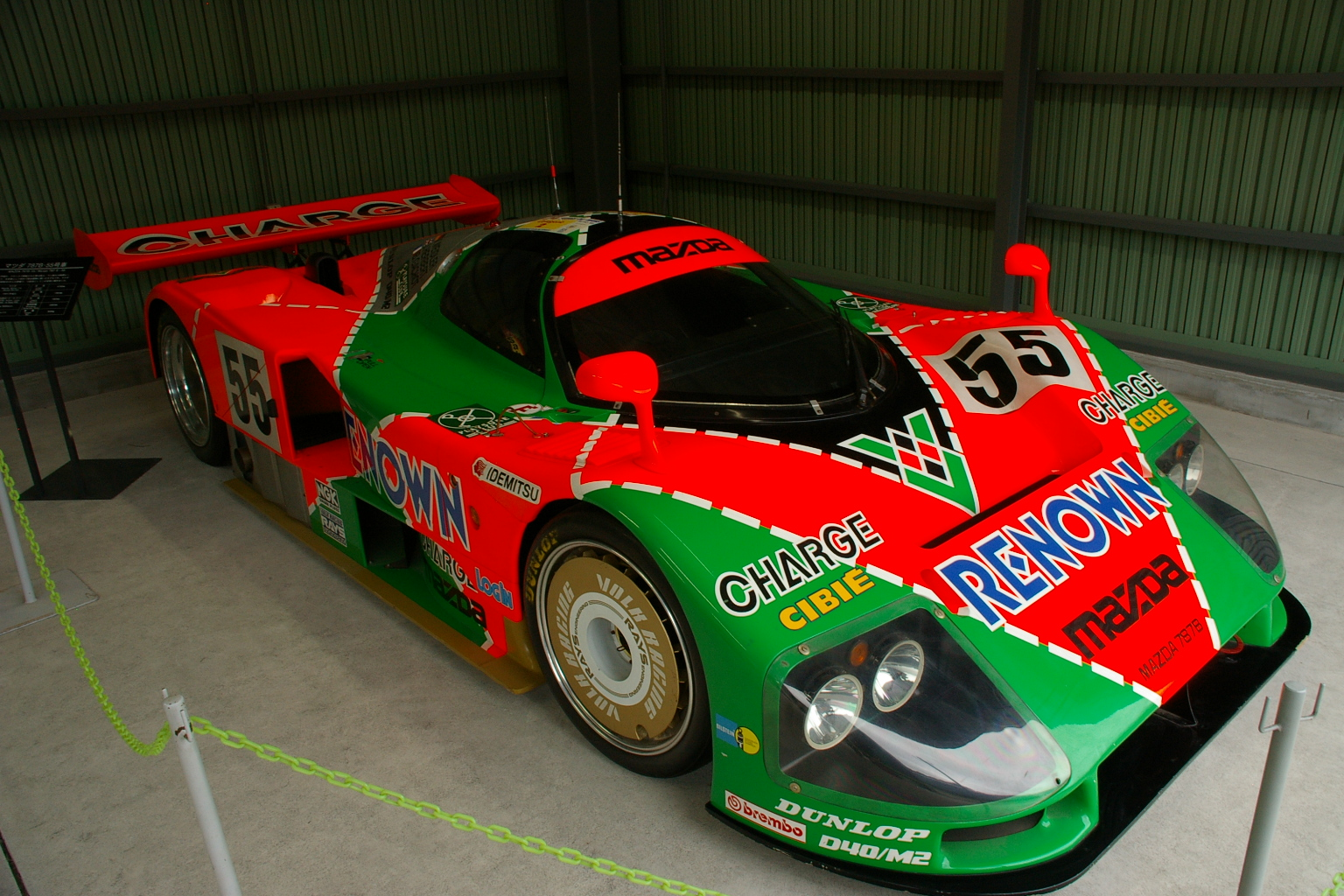
Der Mazda 787B No.55 im Otaru Synthesis Museum

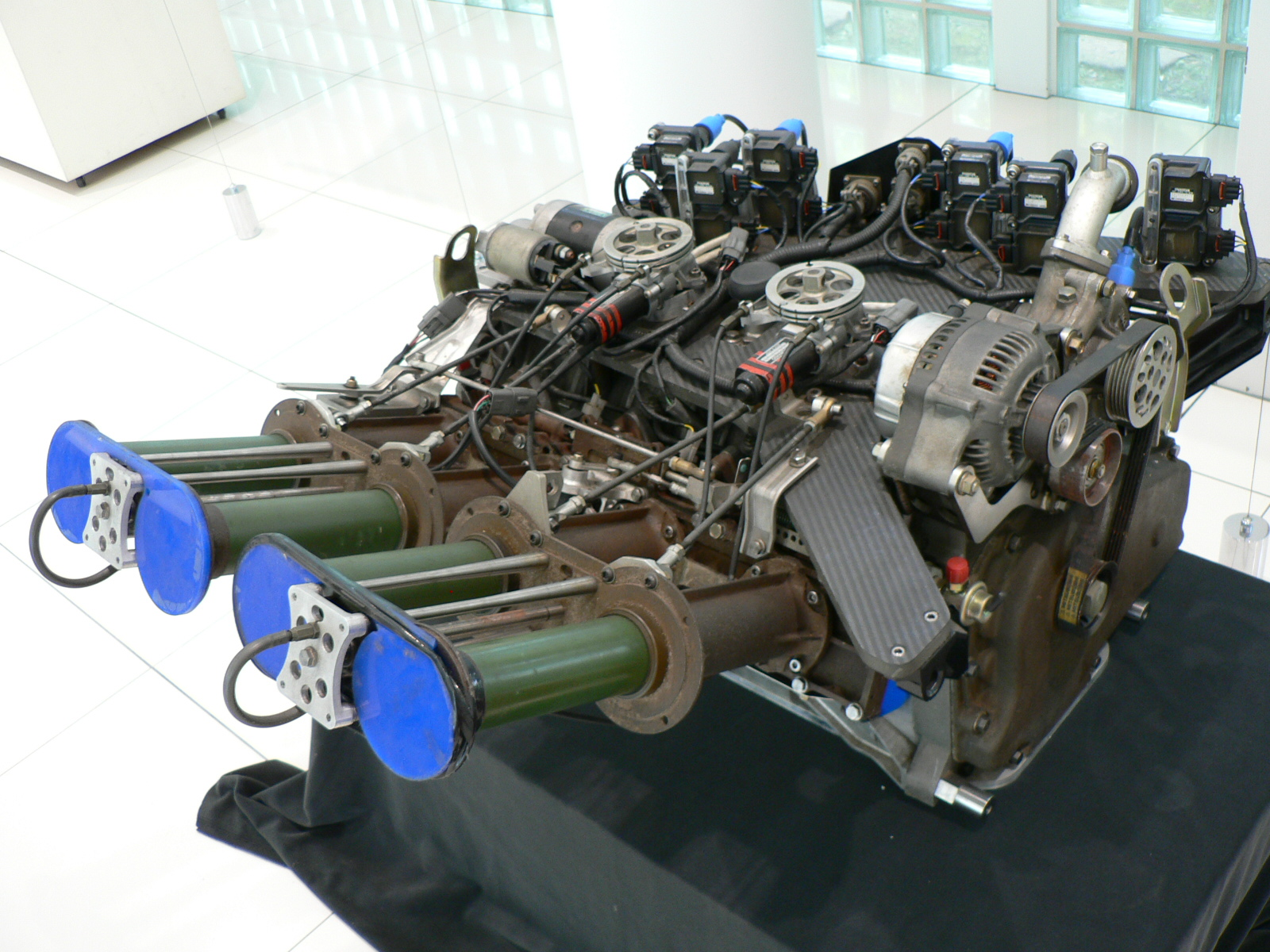
Wankelmotor R26B des 787B

Der Mazda 787B war ein 1990 von der japanischen Firma Mazdaspeed entwickelter Sportwagen-Prototyp mit einem 4-Rotor-Wankelmotor ohne Turbolader.

## Technik

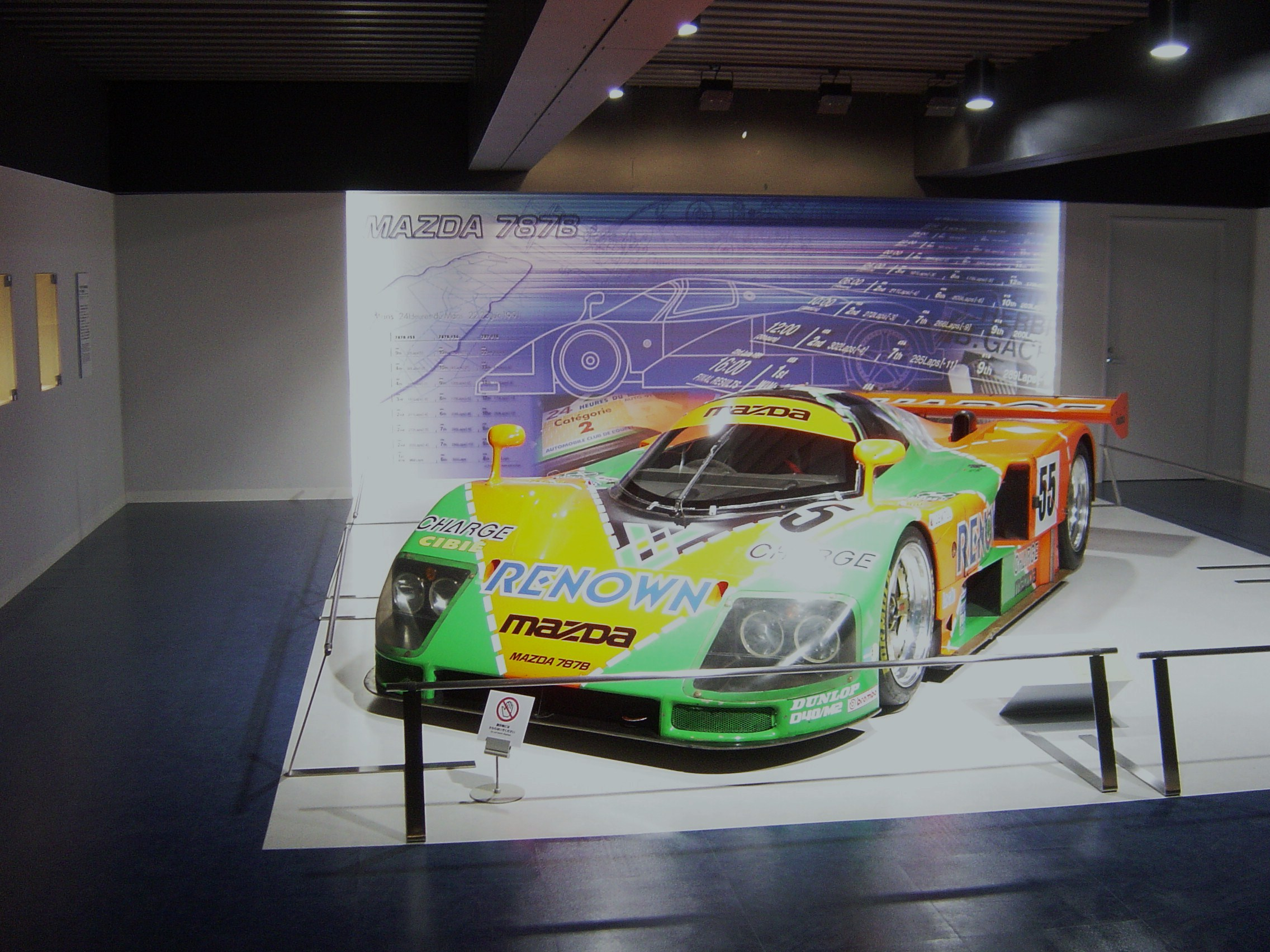
Mazda 787B

Die tragende Struktur des Wagens ist ein Monocoque aus mit Aramidfasern verstärkten Kompositmateralien. Obwohl der 26B ein Saugmotor war, wurde der Mazda 787B der Gruppe C1 Kategorie 2 (1991 kurz C2) zugerechnet. Womit er maximal 51 Liter pro 100 Kilometer Renndistanz oder in 24 Stunden 2.550 Liter verbrauchen durfte. Das Gewicht des Wagens betrug 830 kg wie vom Reglement der C2 für Saugmotoren festgelegt und er war damit ca. 170 kg leichter als turboaufgeladene Fahrzeuge aber 80 kg schwerer als die im Verbrauch unreglementierten 3,5-Liter-Sauger der Gruppe C1 Kategorie 1. Der Wankelmotor mit der Bezeichnung 26B mit zweiteiligen Dichtleisten aus Siliciumnitrid mit Siliziumkarbid-Fasern gegen eine metallkeramische Laufschicht verstärkt, brachte eine Leistung von über 515 kW (700 PS) bei 9.000/min aus 2,6 Liter Kammervolumen. Bis zu 11000/min sind möglich. Das Fahrzeug hat eine Kupplung mit einer Scheibe aus mit Kohlenstofffasern verstärktem keramischen Siliciumcarbid und ein Fünfganggetriebe von Mazda auf Porsche-Basis. Die Bremsanlage hat Kohlenstoff-Siliciumcarbid-Scheiben mit einem Durchmesser von 360 mm.

## Geschichte
Der Wagen gewann 1991 das 24-Stunden-Rennen von Le Mans mit den Fahrern Volker Weidler, Johnny Herbert und Bertrand Gachot nach einer gefahrenen Strecke von 4922,81 km mit einer Durchschnittsgeschwindigkeit von 205,333 km/h. Es war, bis zum Sieg von Toyota Gazoo Racing mit dem Toyota TS050 Hybrid im Jahr 2018, der bis dahin einzige Gesamtsieg eines japanischen Autos sowie der einzige Erfolg eines mit Rotationskolbenmotor angetriebenen Wagens bei diesem Rennen und hat damit historischen Wert, wurde aber von Mazda nie nennenswert zur Image-Verbesserung der Marke oder des Motorkonzeptes genutzt.
Vorläufer des 787B waren ab 1983 verschiedene Typen, beginnend beim 717C (als Nachfolger der bisherigen RX-7-Rennversionen); alle waren mit Wankelmotoren ausgestattet und hatten Einsätze in Le Mans, teilweise auch mit Klassensiegen. Nachdem die FIA das Reglement für 1992 dahingehend änderte, dass Fahrzeuge mit Kreiskolbenmotor wie der Mazda 787B nicht mehr in dieser Motorsportklasse starten durften, stellte Mazda die Entwicklung ein und kaufte bei Tom Walkinshaw Racing die 1991er Jaguar XJR-14-Chassis, die leicht modifiziert wurden und als Gruppe-C-Sportwagen von nun an Mazda MXR-01 hießen. Damit nahm Mazda ein wenig erfolgreiches Jahr lang an der Sportwagen-WM teil, bevor man sich Ende 1992 offiziell aus dem Motorsport zurückzog; zu beachten ist hierbei, dass dann auch die Rennserie insgesamt seitens der FIA aufgegeben wurde.